# 마르스 (근육맨)
《마르스》는 쾌걸 근육맨 2세에 등장하는 초인이다.

## 프로필
- 출신 : 이탈리아
- 신장 : 200cm
- 체중 : 137kg
- 초인강도 : 138만 파워

## 소개
성우는 노무라 켄지/정승욱.

## 행적
헤라클레스 팩토리 2기 졸업생으로 스카페이스라는 가명을 쓰고 있다. 진짜 정체는 악마제조공장에서 케빈마스크와 몇년간 훈련을 받은 악의 초인이다. 1차전에 테리 더 키드를 농락하면서 쓰러뜨리고 우정의 힘이 무엇인지도 모르고 그들을 비웃는다. 2차전에도 역시 제이드를 농락하면서 자신의 필살기로 쓰러뜨렸다. 결승전에 근육 만타로를 쓰러달라는 제이드의 부탁을 받는다. 결승전에는 근육 만타로의 필살기를 차단하지만, 새로운 필살기를 받고 패배한다.